# 傷寒補亡論
《傷寒補亡論》，又名《仲景傷寒補亡論》，傷寒著作，共二十卷。宋郭雍著。
作者郭雍有感於當時张仲景《傷寒論》內容尚有不足，依據《内经》、《难经》、孙思邈《千金方》、朱肱《傷寒類證活人書》以及龐安時《總病論》、常器之等論述，加入個人見解補充完善。庆元元年（1195年）朱熹曾經寫過註解。其中第十六卷在明代已經散失，实存十九卷。《伤寒杂病论》有保存文献之功，例如常器之和王仲弓的书早已失传，因本書可略明白當時的經歷狀況。1959年，上海科技出版社出版《仲景伤寒补亡论》。